# کلاغ (صورت فلکی)
صورت فلکی کلاغ یا معادل عربی غراب یا معادل انگلیسی‌اش(Crv) از صورتهای فلکی نیمکره جنوبی آسمان است.
زمان رسیدن به نصف‌النهار:۲۰ اردیبهشت؛ مساحت:۱۸۴ درجه مربع

## افسانه
بر اساس افسانه‌ها، کلاغ موجودی بوده که مأمور بوده برای آپولو جامی از آب بیاورد؛ او در این کار کوتاهی کرد و در نتیجه به آسمان رانده شد در نتیجه او را در کنار جام یا پیاله‌ای نشانده شد بدون آنکه بتواند آبی از آن بنوشد.

## ستاره‌ها
چهار ستاره اصلی کلاغ شکل یک ذوزنقه دارند که می‌توان آن‌ها را در زیر ستارگان صورت فلکی سنبله در جنوب غربی ستاره درخشان سماک اعزل به سادگی تشخیص داد

## اجرام عمقی آسمان
کلاغ دارای چندین کهکشان است اما هیچ‌کدام درخشنده تر از قدر یازده نیستند.